# Червоний Крим (крейсер)
«Червоний Крим» (рос. «Красный Крым») — у 1939—1957 роках легкий крейсер Чорноморського флоту. У 1915—1939 роках був у складі Балтійського флоту (Російської імперії, ..., СРСР). Створений від назвою
«Світлана» (рос. «Светлана») на честь однойменного крейсера, який загинув у Цусімській битві.
У жовтні 1917 року наказом Главковерха було українізовано. Корабель планувалось перевести на Чорне море та включити до складу Українських військово-морських сил.
З 5 лютого 1925 року — «Профінтерн» (Балтійський флот).
З 31 жовтня 1939 року — «Червоний Крим» (Чорноморський флот).
Після 7 травня 1957 року — дослідне судно «ОС-20».
Після 18 березня 1959 року — плавуча казарма «ПКЗ-144».

## Історія крейсера
Занесений до реєстру кораблів 11 жовтня 1913 року.
24 листопада 1913 року закладений на верфі Російсько-Балтійського заводу в Ревелі (Таллінн). Спущений на воду 11 грудня 1915 року. До 1917 року крейсер був майже добудований та пройшов більшість випробувань. Для введення до строю потрібно було декілька місяців інтенсивних робіт.
Екіпаж корабля: 852 осіб.
Тим часом, після Лютневої революції значно активізувався національний рух. Практично на всіх флотах і флотиліях колишньої Російської імперії було створено українські штаби та ради — самоврядні організації, в які об'єднувались моряки-українці. На початку 1917 року на Балтійському флоті служило понад 12 тисяч українців.
Завдяки самовідданим діям Михайла Білинського, Святослава Шрамченка, та інших активістів було створено Український військово-морський революційний штаб Балтійського флоту. Цей штаб організаційно об'єднав моряків-українців, які служили на Балтійському флоті, пропагував ідеї української автономії.
Активна діяльність Українського військово-морського штабу поглибила процеси самоусвідомлення українців на Балтійському флоті. Завдяки штабу вдалося українізувати, тобто шляхом обміну особовим складом з іншими кораблями створити українські залоги на крейсері «Світлана» та ескадрених міноносцях «Україна» і «Гайдамак».
На початку жовтня 1917 року — після важких та тривалих переговорів з Тимчасовим Урядом, вийшов наказ Верховного головнокомандуючого О. Керенського про українізацію крейсера «Светлана» та двох міноносців. Ця подія спричинила справжній підйом національної свідомості на Чорноморському флоті, і 12 жовтня всі кораблі й порти флоту прикрасилися українськими стягами та сигнальними прапорцями «Хай живе вільна Україна».
Планувалось, що, після війни, ці кораблі будуть переведені з Балтики до Чорного моря та ввійдуть до складу Українських військово-морських сил.
Проте, після жовтневого перевороту, червоні робили все, щоб цього не допустити. Шляхом погроз та провокацій, більшовикам вдалося «розпустити по домівках» українські екіпажі цих кораблів. Самі ж кораблі лишилися на базі Балтійського флоту.
Наприкінці 1917 року, без команди, на буксирі у криголама «Тармо», крейсер був переведений до Петрограду.
Спочатку більшовики планували довести корабель до ладу до 1919 року. Проте громадянська війна у Росії, антибільшовицькі повстання на Балтійському флоті, розвал промисловості, брак ресурсів та фахівців не дозволили здійснитись цим планам.
Лише у листопаді 1924 року «Світлану» перевели до Балтійського заводу. 5 лютого 1925 року наказом по Морським силам РККА крейсеру була надана нова назва — «Профінтерн». Була також проведена часткова модернізація корабля.
1 липня 1928 року «Профінтерн» було зараховано до складу Морських сил Балтійського моря.
22 листопада 1929 року «загін» у складі лінкору «Паризька комуна» та крейсера «Профінтерн» вирушив з Кронштадту у похід через Атлантичний океан до Середземного моря. 14 січня 1930, у Неаполі, кораблі отримали розпорядження йти в Чорне море.
18 січня 1930 року кораблі прибули у Севастополь.
Крейсер (як і лінкор) радянське керівництво вирішило не повертати на Балтику, а ввести до складу Морських сил Чорного моря.
В 30-х роках «Профінтерн» пройшов модернізацію, під час якої на корабель була також встановлена зенітна артилерія.
31 жовтня 1939 року — перейменовано у «Червоний Крим».
Брав участь у військових діях під час Другої Світової війни (операції в районі Одеси, Кримського півострова).
18 червня 1942 року крейсеру було присвоєно гвардійське звання.
У листопаді 1944 року, під час повернення ескадри радянського Чорноморського флоту до Севастополя, «Червоний Крим» першим увійшов до головної бази флоту. Екіпаж корабля на 1944 рік становив: 48 офіцерів, 148 старшин та 656 матросів.
У листопаді 1954 року бойовий крейсер було переформатовано в навчальний, а 7 травня 1957 року — в дослідне судно та перейменовано в «ОС-20».
18 березня 1958 року перетворений у плавказарму «ПКЗ-144».
У липні 1959 року корабель було виключено з реєстру Військово-Морського флоту.